# Nõo (commune)
Nõo, en forme longue la Commune rurale de Nõo (en estonien : Nõo vald) est une commune rurale d'Estonie située dans le comté de Tartu.

## Géographie

### Localisation
La commune de Nõo se situe sur l'axe entre Tartu et Valga.

### Communes limitrophes
| Elva | Tartu  | Kambja        |
| Elva | Nõo    | Kambja        |
| Elva | Otepää | Kambja Otepää |

### Relief et géologie
Au nord et à l'ouest des localités de Järiste et de Nõo alevik se trouve un grand plateau qui s'étend également jusqu'à Meeri et Tõravere. Le plateau mesure environ 16 kilomètres de long et 6 mètres de large et est plus clairement délimité au sud-ouest par la vallée de la rivière Elva et au sud par la vallée de Nõo. Sur la surface généralement plate de la commune, on trouve plusieurs gorges de la période glaciaire, dont la plupart sont dépourvues d'eau. La colline de Vapramägi est situé sur la route Tartu-Valga.

### Hydrographie
Comme dans toute l'Estonie du Sud, la commune de Nõo est riche en rivières et en lacs. La majeure partie de la région se trouve dans le bassin versant de la rivière Elva, qui est également le plus grand cours d'eau traversant la commune. Parmi les cours d'eau du bassin de la rivière Elva, le Laguja, l'Ilusa, l'Illi, le Varesepalu, le Peedu, le Voika, le Nõo, le Keeri, le Järiste et, parmi les cours d'eau du bassin de la rivière Porijõe, le Liudsepa coulent sur le territoire de la commune.
Le lac Suur Karujärv (le "grand lac de l'Ours") se trouve près des villages d'Aiamaa et de Kolga.
Les lacs d'eau douce de la commune sont Illi Umbjärv, Vanajärv, Väike Umbjärv, Vissi järv et Viti järv, les lacs Nõo veskijärv, Väike Karujärv et Suur Karujärv sur le cours d'eau Nõo et les lacs Voika et Viinamärdi sur le cours d'eau Voika

### Milieux naturels et biodiversité

#### Zonages réglementaires
La zone de conservation d'Ilusaoja, dans le cours moyen de l'Ilusa, se trouve sur le territoire de la commune de Nõo. La réserve naturelle de Keeri-Karijärve s'étend sur les communes voisines d'Elva et de Tartu. Une partie de la réserve paysagère d'Elva se trouve également dans la commune de Nõo. La crête escarpée de Vapramägi et la forêt qui s'y trouve ont été placées sous protection de la nature en 1959.
Parmi les zones dont le régime de protection n'a pas été renouvelé, les collines de Pangodi et l'habitat de l'hirondelle des sables à Tõravere se trouvent dans la commune de Nõo.
Le tilleul protégé du cimetière de Nõo s'est cassé en 1998 et a brisé le monument funéraire de Martin Lipu.

#### Parcs et jardins
Les parcs des manoirs de Meeri, Luke et Unipiha se trouvent également dans la commune de Nõo. Le manoir de Vaimõisa, anciennement la pépinière des chemins de fer de la Baltique, abrite un cèdre protégé.

## Politique et administration

### Découpage territorial
La commune est divisée en 22 localités. La mairie et le siège de la plupart des institutions communales sont situés dans la localité de Nõo alevik.
| Liste des localités de la commune de Nõo | Liste des localités de la commune de Nõo | Liste des localités de la commune de Nõo | Liste des localités de la commune de Nõo | Liste des localités de la commune de Nõo |
| Code                                     | Nom officiel actuel (Estonien)           | Nom historique (Allemand)                | Type                                     | Population (2021)                        |
| ---------------------------------------- | ---------------------------------------- | ---------------------------------------- | ---------------------------------------- | ---------------------------------------- |
| 1129                                     | Aiamaa                                   |                                          | village (küla)                           | 82                                       |
| 1223                                     | Altmäe                                   |                                          | village (küla)                           | 30                                       |
| 1605                                     | Enno                                     |                                          | village (küla)                           | 11                                       |
| 1665                                     | Etsaste                                  |                                          | village (küla)                           | 46                                       |
| 2039                                     | Illi                                     |                                          | village (küla)                           | 183                                      |
| 2327                                     | Järiste                                  |                                          | village (küla)                           | 47                                       |
| 2916                                     | Keeri                                    | Kehri                                    | village (küla)                           | 55                                       |
| 2989                                     | Ketneri                                  |                                          | village (küla)                           | 9                                        |
| 3338                                     | Kolga                                    |                                          | village (küla)                           | 72                                       |
| 3939                                     | Kääni                                    |                                          | village (küla)                           | 30                                       |
| 4046                                     | Laguja                                   |                                          | village (küla)                           | 33                                       |
| 4557                                     | Luke                                     | Lugden                                   | village (küla)                           | 376                                      |
| 4856                                     | Meeri                                    | Meyers                                   | village (küla)                           | 308                                      |
| 5495                                     | Nõgiaru                                  |                                          | village (küla)                           | 245                                      |
| 5534                                     | Nõo alevik (centre)                      | Nüggen                                   | petit bourg (alevik)                     | 1652                                     |
| 7441                                     | Sassi                                    |                                          | village (küla)                           | 25                                       |
| 8133                                     | Tamsa                                    |                                          | village (küla)                           | 65                                       |
| 8512                                     | Tõravere                                 | Therrawera, Terrafer                     | petit bourg (alevik)                     | 324                                      |
| 8698                                     | Unipiha                                  | Unnipicht                                | village (küla)                           | 94                                       |
| 8796                                     | Uuta                                     |                                          | village (küla)                           | 64                                       |
| 9423                                     | Vissi                                    |                                          | village (küla)                           | 288                                      |
| 9452                                     | Voika                                    |                                          | village (küla)                           | 226                                      |
| Population totale (2021)                 | Population totale (2021)                 | Population totale (2021)                 | Population totale (2021)                 | 4266                                     |

#### Circonscription électorale
En période d'élection, Nõo fait partie de la circonscription éléctorale 9 (valimisringkond nr 9) incluant les Comtés historiques de Tartu et et de Jõgeva.
n'importe quel électeur de la commune de Nõo peut voter dans tous les bureaux de vote pendant leurs heures d'ouverture. L'électeur n'est plus lié à son bureau de vote spécifique, car une liste électorale utilisée est électronique, permettant également le vote en ligne.

### Conseil municipal
Comme toutes les communes d'Estonie, Nõo dispose de son propre conseil municipal (vallavolikogu). Les conseillers sont élus par les habitants selon le principe de la représentation proportionnelle. Les élections municipales ont lieu tous les quatre ans lors du troisième dimanche d'octobre. La compétence exclusive du conseil comprend, entre autres, l'adoption et la modification du plan d'urbanisme, de la stratégie budgétaire de la commune, la mise en place de taxes locales, l'attribution de subventions ou encore la souscription de prêts.
Le nombre de membres du conseil municipal est déterminé par la composition du conseil précédent. Néanmoins, la population municipale étant comprise entre 3500 et 5000 habitants, la loi estonienne mentionne que le conseil doit compter au moins 15 membres. Le conseil municipal actuel de Nõo en compte 15. L'organisation du travail du conseil est définie par la loi Estonienne sur l'organisation des collectivités locales et les statuts propres de la commune de Nõo.
À la suite des élections municipales de 2021, la coalition locale sans étiquette Hea Valik ("bon choix") est majoritaire. Depuis 2021, la répartition politique des conseillers municipaux est la suivante:

### Maire et éxecutif local
Le gouvernement de la commune (vallavalitsus) est dirigé par le maire, élu par le conseil municipal parmi ses membres.
Les autres membres du gouvernement municipal sont les directeurs des services (osakonna juhataja). Leur nomination par le maire doit être approuvée par le conseil municipal.
| Nom           | Rôle                                                                                 | Portefeuille                 |
| ------------- | ------------------------------------------------------------------------------------ | ---------------------------- |
| Maano Koemets | Maire (vallavanem)                                                                   |                              |
| Pille Sügis   | Directrice des finances (finantsjuht)                                                | Finances communales          |
| Sven Tarto    | Directeur du service construction et économie (Ehitus- ja majandusosakonna juhataja) | Economie, urbanisme          |
| Anneli Vetka  | Directeur du service culture et éducation (Haridus- ja kultuuriosakonna juhataja)    | Culture, éducation, jeunesse |
| Ene Mölter    | Directeur des services sociaux (Sotsiaalosakonna juhataja)                           | Action sociale               |

## Équipements et services publics

### Petite enfance, prévention et protection de l'enfance
La commune dispose de 3 jardins d'enfants et garderies situées à Nõo alevik, Tõravere et Nõgiaru. La commune possède également la compétence de protection de l'enfance via les services sociaux.

### Enseignement
La commune de Nõo compte 2 établissements d'enseignement:
- Ecole de Nõo (Nõo Põhikool), gérée par la commune
- Lycée d'Etat de Nõo (Nõo Reaalgümnaasium).

### Santé
La prévention relève entre autres de la commune de Nõo. Nõo possède sur son territoire un cabinet dentaire, ainsi que 2 cabinets médicaux, et 2 pharmacies.

## Économie

### Revenus de la population et emploi
En 2020, le revenu brut mensuel moyen d'un salarié dans la commune était de 1 328,7 € (augmentation annuelle de 6,1 %), le revenu brut mensuel moyen était de 1 793 (diminution annuelle de 3,5 %) et le nombre de chômeurs inscrits en octobre 2021 était de 115 (diminution annuelle de 0,9 %).

### Agriculture
La superficie des terres arables dans la commune de Nõo est de 7800 ha, soit 46 % de la superficie de la commune, et les terres forestières sont de 5400 ha, soit 32 %. En 2012, 67 entreprises étaient engagées dans l'agriculture.

### Artisanat et industrie
La société agro alimentaire Nõo Lihatööstus est l'un des plus gros employeurs de la commune. La fromagerie de la localité de Luke produit du fromage à pâte molle à partir de matières premières locales. AS Retent fabrique des meubles spéciaux pour les laboratoires, les institutions médicales et les écoles, et Wako Värkstuba, dans le village de Kolga, produit également des meubles sur mesure.

## Patrimoine

### Patrimoine civil

#### Vestiges médiévaux
- Emplacement de l'ancienne Forteresse estonienne de Vapramägi
- Ruines du château d'Unipiha

#### Manoirs

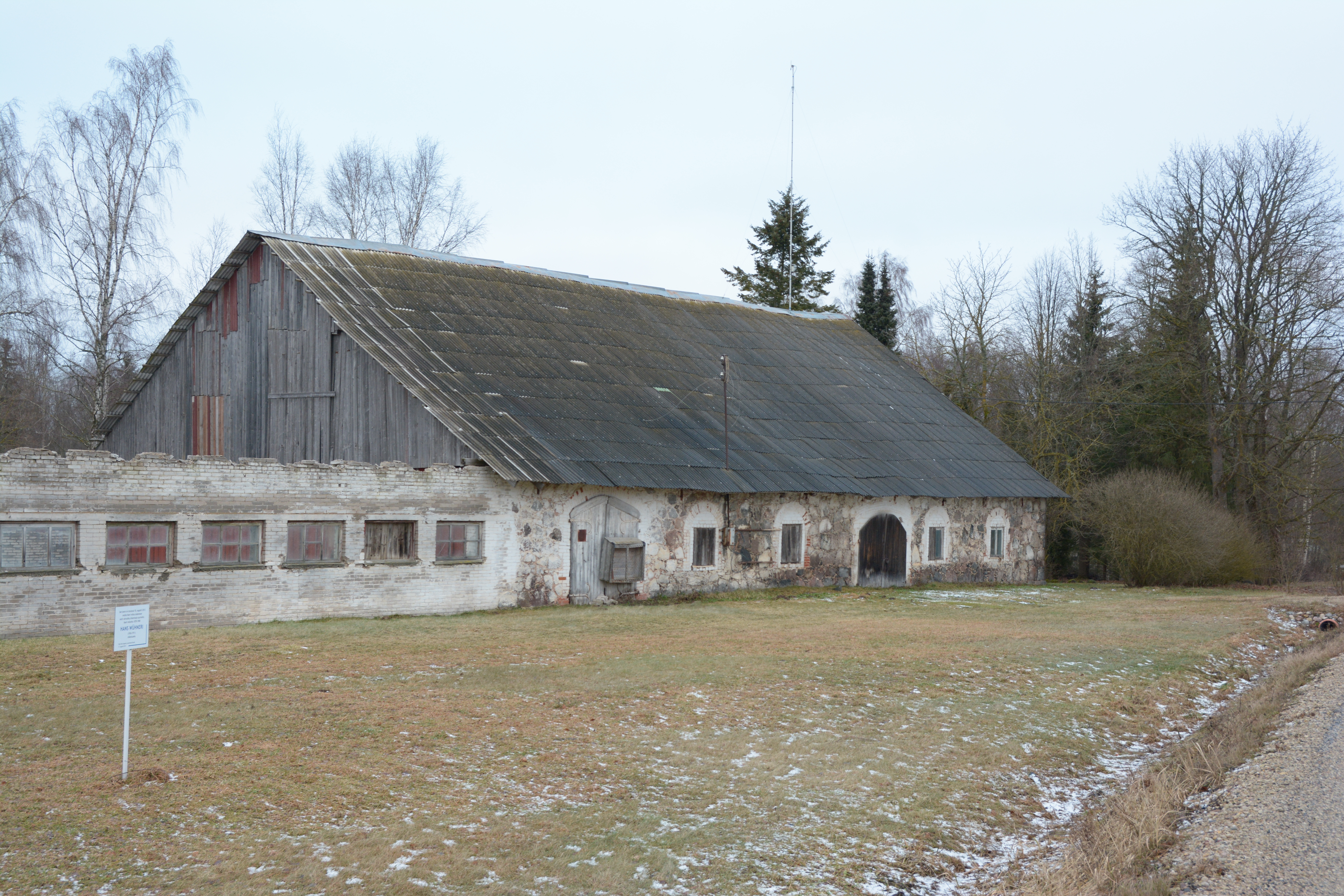
Maison annexe du Manoir de Keeri (Kehri), Keeri.
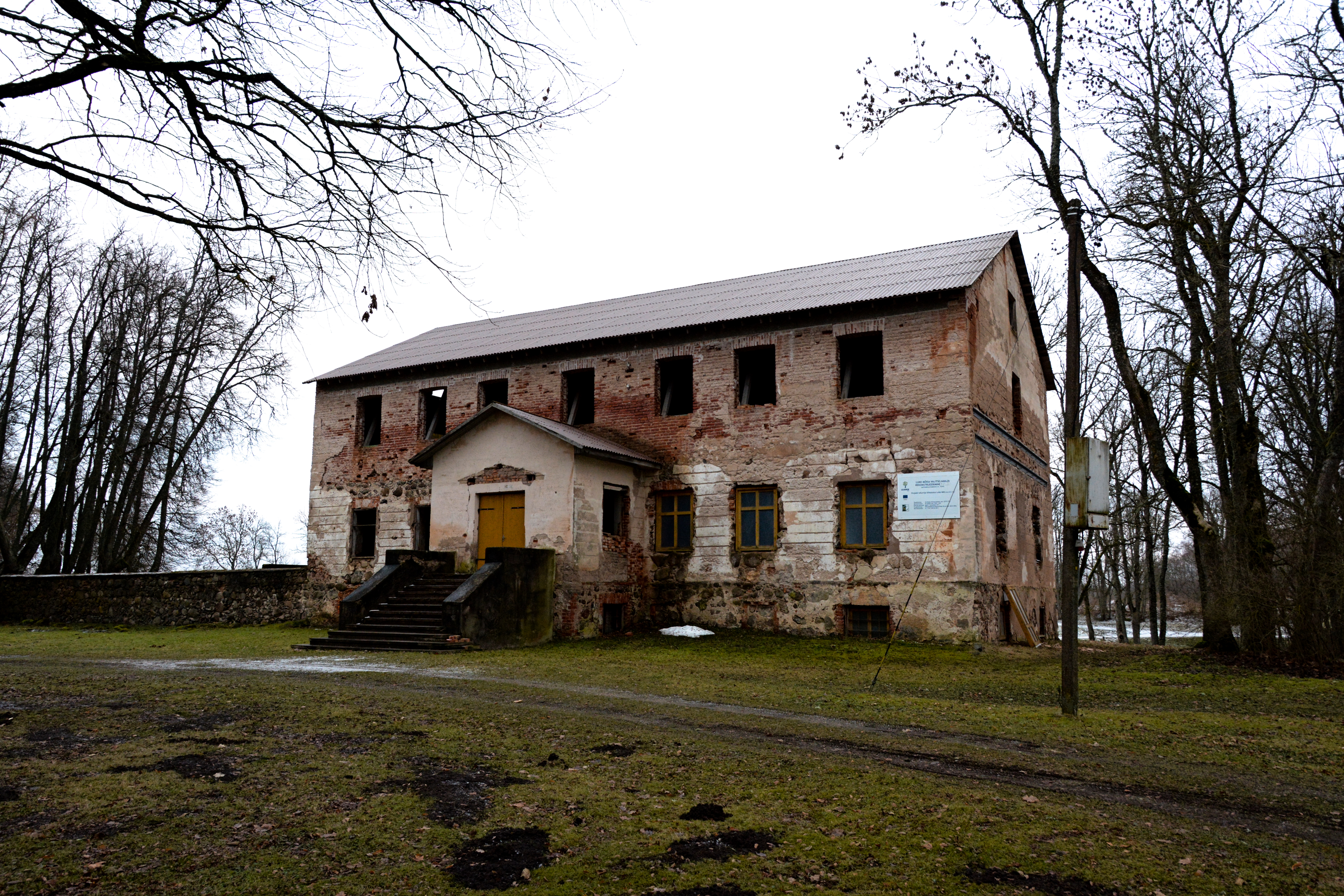
Manoir de Luke (Lugden), Luke.
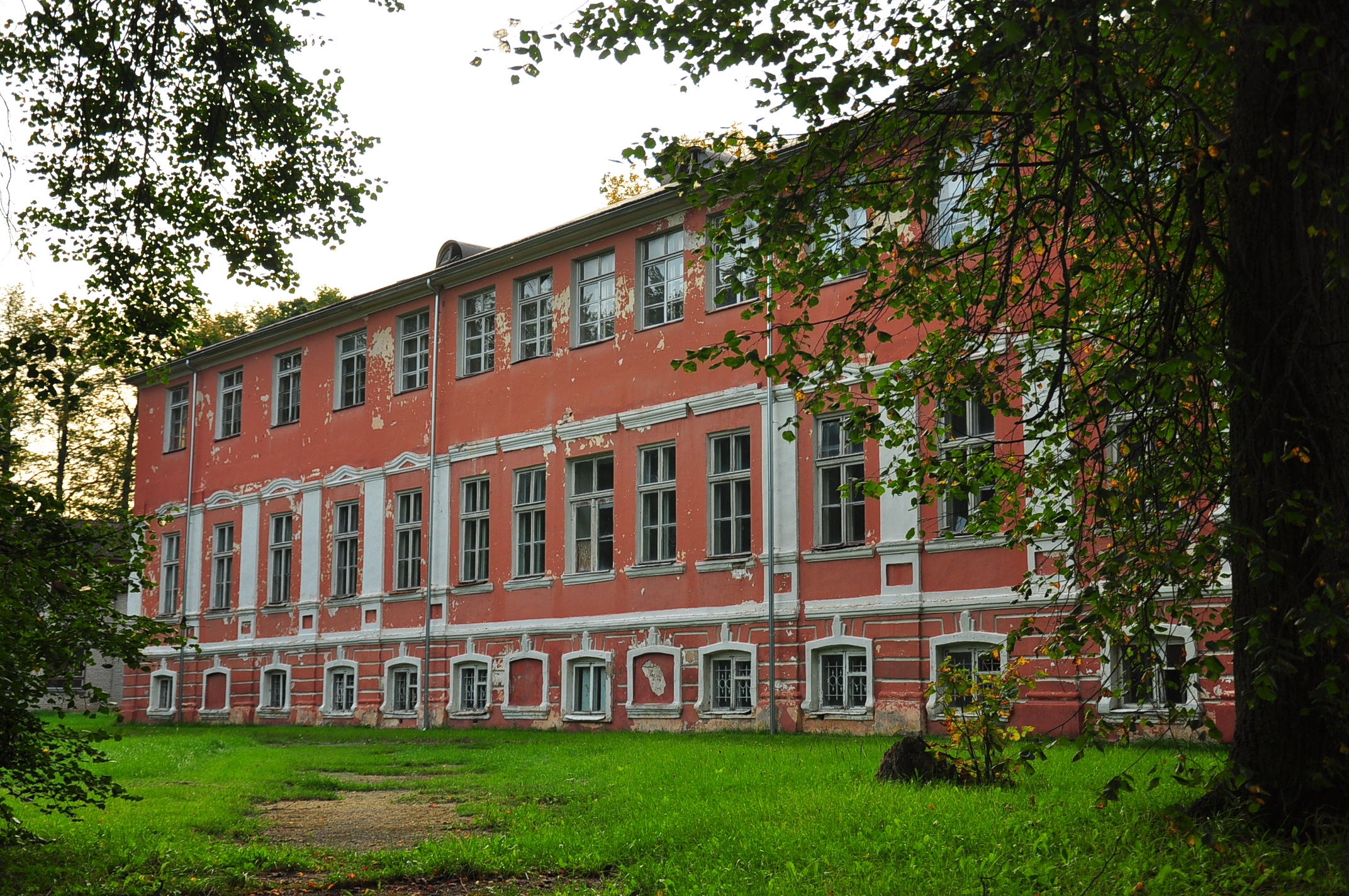
Manoir de Meer (Meyershof), Meeri.

### Patrimoine religieux
- Eglise Protestante Luthérienne Saint-Laurent, Nõo alevik[18]
- Eglise Orthodoxe Apostolique de la Sainte-Trinité, Nõo alevik

## Culture

### Équipements culturels

#### Centres culturels polyvalents
La maison de la culture de Nõo concentre la plupart des activités culturelles de la commune.

#### Musées
La commune de Nõo compte 2 musées.
- Musée de l'histoire locale de Nõo (Koduloomuuseum).
- Musée Heino Prost des machines agricoles (Heino Prosti põllutöömasinate muuseum)